# Wapen van Westvoorne

Wapen van Westvoorne (1981-2023)

Het wapen van Westvoorne is op 26 augustus 1981 bij Koninklijk Besluit aan de gemeente Westvoorne toegekend. Deze nieuwe gemeente was op 1 januari 1980 ontstaan uit (delen van) de gemeenten Oostvoorne en Rockanje en het dorp Tinte.
Het wapen is een combinatie van de wapens van de gemeenten Oostvoorne en Rockanje, die ieder een helft van het schild innemen. De kroon op het wapen heeft drie fleurons en twee parels.
Per 1 januari 2023 is Westvoorne samen met Hellevoetsluis en Brielle opgegaan in de nieuw opgerichte gemeente Voorne aan Zee, waarmee het gebruik als gemeentewapen is beëindigd.

## Blazoenering
De beschrijving is als volgt: "Gedeeld : I in keel een burcht van zilver, verlicht en met een valhek van sabel, waarop een liggende leeuw van goud, II in sabel 2 bloemen aan gekruiste gebladerde takken, samengebonden door een lint, alles van zilver. Het schild gedekt met een gouden kroon van 3 bladeren en 2 parels."
N.B. de heraldische kleuren in het schild zijn: keel (rood), zilver (wit), sabel (zwart) en goud (geel).

## Verwante wapens
De volgende wapens zijn verwant aan het wapen van Westvoorne:

Heerlijkheidswapen Zuidvoorne
Heerlijkheidswapen Westvoorne
Heerlijkheidswapen Oostvoorne
Het wapen van Oostvoorne
Het wapen van Rockanje